# Adolf Edvard Arppe
Adolf Edvard Arppe, född 1818, död 1894 i Kides, var en finländsk kemist och politiker. Bror till Nils Arppe.
Arppe var professor i kemi vid Helsingfors universitet 1847-1870, rektor 1858-1869. Han tillhörde lantdagen i januari 1862 och satt vid flera lantdagar från 1863. Sin popularitet förlorade han på grund av sin verksamhet i överstyrelsen för tryckfrihet (censur), där han 1865-1877 var ordförande. År 1885 blev han överintendent för industriförvaltningen och 1890 senatens handels och industris verkställande utskotts chef. 
Arppe var en framstående forskare inom organisk kemi och en uppburen universitetslärare.